# ALi Corporation
Pour les articles homonymes, voir Ali.
ALi Corporation est une entreprise taïwanaise fondée en janvier 1987 dont le siège social se trouve à Taipei. Elle est présidée par Ming-Kai Tsai.

## Histoire
ALi Corporation, anciennement Acer Laboratories Inc., est une filiale de Acer qui deviendra dès le début des années 1990 l'un des trois premiers fabricants de chipsets.
La société entre en bourse en septembre 1999, Acer se désengage.
En octobre 2002, elle crée une filiale dénommée ALinx Technology Corporation, en décembre c'est au tour de ULi Electronics Incorporated d'être créée.

## Activité
ALi Corporation est spécialisé dans la conception de chipsets pour périphériques, multimédia, de stockage optique, de réseau filaire et Wi-Fi, tel que : les caméscopes, lecteurs DVD, numériseurs…

## Chiffres clefs
Taux de change pratiqué le 16 décembre 2005 : 100 $NT = 2,51411€
Capital : 1 820 M$NT, soit 45 750 000 €

Chiffre d'affaires 2004 : 6 085 M$NT, soit 153 000 000 €